# Grover Jones
Pour les articles homonymes, voir Jones.
Grover Jones, né à Rosedale (Indiana) le 15 novembre 1893 et mort à Hollywood (Californie) le 24 septembre 1940, est un scénariste américain, aussi réalisateur et producteur, qui a écrit le scénario de plus de 104 films entre 1920 et sa mort.

## Biographie
Il est aussi un scénariste prolifique de courts métrages. Il a grandi à West Terre Haute, Indiana. Il est le père de Sally Sue Hale, pionnier du polo en Amérique.

## Filmographie partielle

### Au cinéma
- 1925 : Curses!
- 1925 : Easy Going Gordon
- 1925 : The Iron Mule
- 1925 : Too Much Youth
- 1926 : Say It with Babies de Fred Guiol
- 1926 : Madame Mystery
- 1926 : Shadow of the Law de Wallace Worsley
- 1927 : Mon patron et moi (Figures Don't Lie) de A. Edward Sutherland
- 1927 : Caballero (The Gay Defender) de Gregory La Cava
- 1928 : Peggy et sa vertu (Take Me Home) de Marshall Neilan
- 1928 : The Big Killing de F. Richard Jones
- 1928 : Hot News
- 1928 : Wife Savers de Ralph Ceder
- 1928 : Deux Honnêtes Fripouilles (Partners in Crime) de Frank R. Strayer
- 1928 : Quelle nuit ! (What a Night!)
- 1929 : Le Virginien (The Virginian) de Victor Fleming
- 1929 : Force de John Cromwell
- 1930 : Dangerous Paradise
- 1930 : Désemparé de Rowland V. Lee
- 1930 : The Light of Western Stars
- 1930 : Love Among the Millionaires de Frank Tuttle
- 1930 : Tom Sawyer
- 1931 : Huckleberry Finn
- 1931 : Tropennächte de Leo Mittler
- 1932 : Haute Pègre (Trouble in Paradise) d'Ernst Lubitsch
- 1932 : Le Provocateur
- 1932 : Strangers in Love de Lothar Mendes
- 1933 : One Sunday Afternoon
- 1934 : La Métisse (Behold My Wife), de Mitchell Leisen
- 1934 : Limehouse Blues
- 1934 : You Belong to Me
- 1935 : Les Trois Lanciers du Bengale (The Lives of a Bengal Lancer) de Henry Hathaway
- 1935 : Soir de gloire (Annapolis Farewell) d'Alexander Hall
- 1936 : La Fille du bois maudit (The Trail of the Lonesome Pine)
- 1936 : Soupe au lait (The Milky Way)
- 1937 : Âmes à la mer
- 1939 : Capitaine Furie (Captain Fury)
- 1939 : Lucky Night de Norman Taurog
- 1939 : Les Petites Pestes (The Under-Pup) de Richard Wallace
- 1940 : Abraham Lincoln (Abe Lincoln in Illinois) de John Cromwell
- 1940 : Capitaine Casse-Cou (Captain Caution) de Richard Wallace
- 1940 : L'Escadron noir (Dark Command) de Raoul Walsh
- 1940 : Tumak, fils de la jungle de Hal Roach et Hal Roach Jr.
- 1941 : Le Retour du proscrit de Henry Hathaway
- 1941 : Son patron et son matelot de Richard Wallace
- 1946 : Le Laitier de Brooklyn de Norman Z. McLeod
- 1966 : Un million d'années avant J.C. de Don Chaffey (récit)